# سولومون كومستوك
سولومون كومستوك هو محامي وسياسي أمريكي، ولد في 9 مايو 1842، وتوفي في 3 يونيو 1933 في مورهد في الولايات المتحدة. نشط حزبياً في الحزب الجمهوري. وقد انتخب عضو مجلس ولاية مينيسوتا ‏ وانتخب عضو مجلس نواب مينيسوتا ‏ (1875 – ) وانتخب عضو مجلس النواب الأمريكي ‏.